# Oriental Blue
Oriental Blue, in alcune edizioni Rasputin ed il suo folle erotismo (Rasputin - Orgien am Zarenhof), è un film del 1984 diretto da Ernst Hofbauer. 
Ultimo film del regista (che morì un mese dopo l'uscita nelle sale), è l'unico  nettamente pornografico della sua intera produzione.
Del film esistono tre diverse versioni: hardcore, softcore e una mista realizzata dalla Herzog Video (versione softcore integrata con scene hardcore).

## Trama
Vjatka (l'antica Kirov). Dopo aver inutilmente consultato i medici di corte, la Zarina Caterina convoca il monaco Rasputin affinché usi i suoi occulti poteri per curare il figlio, erede dell'Impero russo, gravemente ammalato di emofilia.
Rasputin riesce a salvare il futuro Zar e le donne di corte fanno a gara per concedergli le loro grazie.
Alcuni dei fatti narrati sono ispirati alla realtà sorica, come il tentativo di eliminazione di Rasputin col veleno e l'emofilia e la successiva guarigione «miracolosa» del figlio dello Zar.

## Distribuzione
Il film, distribuito nei cinema della Germania Ovest dal 6 gennaio 1984, uscì in Italia nell'agosto del 1985.